# 加纳文理学院
加纳文理学院（英語：Ghana Academy of Arts and Sciences）是位於加纳阿克拉的人文與科學學會。加纳文理学院由克瓦米·恩克鲁玛在1959年11月创立，旨在促进加纳国内所有科学和人文学科知识的追求、进步和传播。

## 历史
加纳文理学院的前身是加纳学习学院（Ghana Academy of Learning），在1959年11月27日由爱丁堡公爵菲利普亲王在加纳大学大禮堂正式揭幕，菲利普亲王与恩克鲁玛共同成為成为加纳学习学院加纳学习学院的首任聯席院长。加纳学习学院獲納入加納國會通过的法令，該法令是非洲去殖民化後首个同类法令。1963年，加纳学习学院与国家研究委员会（National Research Council）合併为加纳文理学院。1968年，加纳文理学院再次分拆为作為纯粹的學會的加纳文理学院，以及负责与国家需求相关的应用研究的科学与工业研究理事会。

## 使命
加纳文理学院的使命是通过促进学习来鼓励创造、获取、传播和利用知识，促进国家发展。 

## 主席

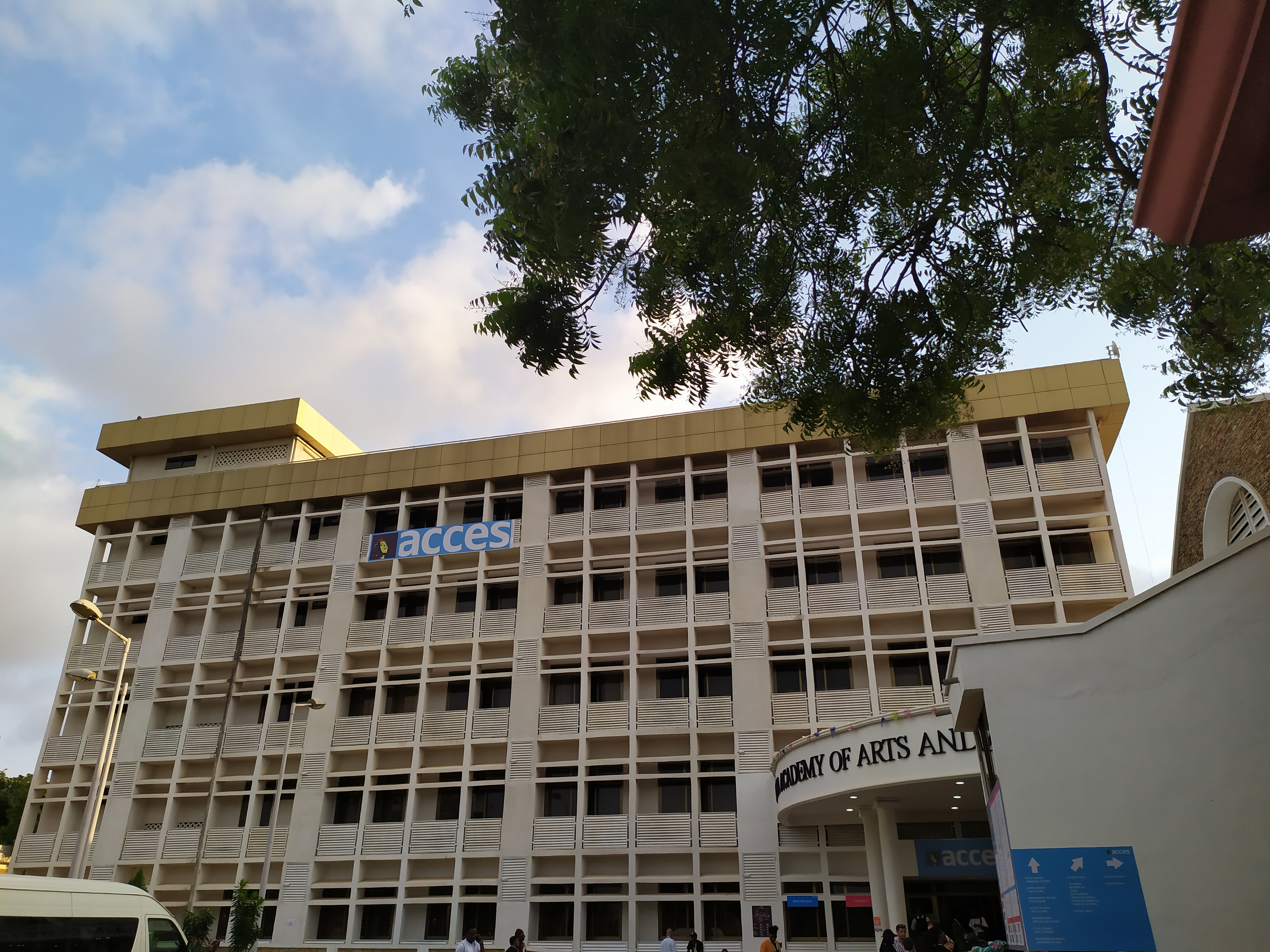
位於阿克拉的加纳文理学院大樓

以下人士曾担任加纳文理学院院长：
| 院长                      | 任期      |
| ------------------------- | --------- |
| 爱丁堡公爵菲利普亲王      | 1959—1961 |
| 克瓦米·恩克鲁玛           | 1961—1966 |
| 尼伊·阿马阿·奥尔伦努      | 1969—1972 |
| 欧内斯特·阿马诺·博阿滕    | 1973—1976 |
| 查尔斯·奥丹姆特滕·伊斯蒙  | 1977—1980 |
| 法兰克·吉布斯·托尔托      | 1981—1982 |
| 奎西·迪克森               | 1983—1986 |
| 埃马纽埃尔·埃文斯-安福姆  | 1987—1990 |
| 克里斯蒂安·巴埃塔         | 1991—1992 |
| 丹尼尔·阿德泽伊·贝科埃    | 1993—1996 |
| 约瑟夫·汉森·夸贝纳·恩凯佳 | 1997—1998 |
| 弗雷德里克·托尔格博尔·赛  | 1999—2002 |
| 塞缪尔·夸多·博阿滕·阿桑特 | 2003—2006 |
| 莱蒂蒂亚·奥本             | 2007—2008 |
| 雷金纳德·弗雷泽·阿莫诺奥  | 2011—2014 |
| 弗朗西斯·阿尔洛泰         | 2011—2014 |
| 阿基拉格帕·索耶尔         | 2015—2016 |
| 阿巴·安达姆               | 2016—2019 |
| 亨利埃塔·门萨-邦苏        | 2019—2022 |
| 塞缪尔·塞法-德德          | 2022—至今 |

## 院士

### 院士
加纳文理学院院士均由选举产生，有权以为会名后缀。院士大会可选举任何被理事会认为在人文與科學领域作出重大贡献的加纳国民或居民为院士。

### 名誉院士
加纳文理学院理事会可选举任何在人文與科學领域作出重大贡献的杰出非加纳公民为名誉院士。

## 外部連結
- 官方网站 （页面存档备份，存于）